# Szomszédok
A Szomszédok magyar televíziós filmsorozat volt az 1980-as évek második felében és az 1990-es években. 
Alkotói Horváth Ádám, Miskolczi Miklós, Polgár András, Szabó György és Zimre Péter, a rendezője Horváth Ádám, a forgatókönyvírói Miskolczi Miklós és Polgár András, a zeneszerzője Hidas Frigyes. A tévéfilmsorozat a MAHIR és a Magyar Televízió Művelődési Főszerkesztőség gyártásában készült. Műfaját tekintve teleregény és romantikus filmdráma-sorozat. 
Az első rész próbaadását 1987. május 7.-én, az utolsó 331. fejezetét 1999. december 30.-án tűzték műsorra a Magyar Televízióban, éveken át stabilan csütörtök esténként. A kultikus sorozatot többször ismételték: legutóbb az M3 csatorna 2017-ben.

## Történet
Cselekménye a budapesti, XI. kerületi gazdagréti lakótelep egyik panelházában élő emberek, családok és ismerőseiknek, rokonságuknak mindennapjait, életét meséli el, apró-cseprő gondjaikat, mindennapi problémáikat, a kor jellemző helyzeteit, történéseit dolgozza fel 30 perces epizódokban. Három család története indul el. Vágásiék − fiatal tanárnő−nyomdász pár − rokonuktól, Janka nénitől költöznek új lakásba. Takácsék − nyugdíjas házaspár − házát az M0-s autóút építése miatt szanálják. Velük költözik Alma, az unokájuk is. Mágenheimék − orvos−kozmetikus házaspár − sokéves albérlet és spórolás után jutnak végre rendes lakáshoz. A három család egy új lakótelepi ház egyazon emeletére költözik. Ezzel együtt láthatóak ismerőseik és egyéb ott lakók életének történései is.

## Szereplők

### Főszereplők
| Szerep                    | Színész             | Megjelenés    | Szerep                                                                         |
| Takács család             | Takács család       | Takács család | Takács család                                                                  |
| ------------------------- | ------------------- | ------------- | ------------------------------------------------------------------------------ |
| Takács István („Taki”)    | Zenthe Ferenc       | 1987–1999     | nyugdíj mellett dolgozó taxisofőr, törvényszéki szakértő, autószerelő          |
| Takács Lenke              | Komlós Juci         | 1987–1999     | István felesége, nyugdíj mellett dolgozó bolti eladó                           |
| Niski Alma                | Fehér Anna          | 1987–1999     | István és Lenke unokája, idegenvezető, stewardess, újságíró, bárpultos         |
| Szelényi János            | Trokán Péter        | 1987–1999     | erdőmérnök, Alma udvarlója, majd férje                                         |
| Mágenheim család          |                     |               |                                                                                |
| Mágenheim Ádám            | Kulka János         | 1987–1999     | mentőorvos                                                                     |
| Szikszay Júlia            | Frajt Edit          | 1987–1999     | Ádám felesége, kozmetikus                                                      |
| Mágenheim Júlia           | Ábel Anita          | 1987–1999     | Ádám és Juli idősebbik lánya, diáklány, később újságíró                        |
| Mágenheim Flóra           | Nicsovics Franciska | 1988–1999     | Ádám és Juli második lánya                                                     |
| Szikszay Etus             | Csűrös Karola       | 1987–1999     | Juli anyja, keramikus                                                          |
| Vágási család             |                     |               |                                                                                |
| Vágási Ferenc             | Nemcsák Károly      | 1987–1999     | nyomdász, költöztető                                                           |
| Vágási Judit              | Ivancsics Ilona     | 1987–1999     | Feri felesége, tanárnő                                                         |
| Vágási Mátyás             | Molnár Mátyás       | 1990–1995     | Feri és Jutka fia                                                              |
| Vágási Mátyás             | Juhász Attila       | 1995–1999     | Feri és Jutka fia                                                              |
| További főszereplők       |                     |               |                                                                                |
| Böhm József               | Máriáss József      | 1987–1991     | közös képviselő, rendből kilépett egykori papnövendék, nyugalmazott főkönyvelő |
| Hegyi Bernát („Kutya úr”) | Raksányi Gellért    | 1991–1999     | közös képviselő Böhm halála után, nyugalmazott színházi főügyelő               |
| Sümeghy Oszkár            | Palócz László       | 1987–1999     | nyugdíjas operaénekes                                                          |
| Gábor Gábor               | Koltai János        | 1987–1999     | fényképész, vállalkozó, Juli üzlettársa                                        |

Érdekesség: A szereplők születési dátuma gyakran megegyezik az őket alakító színész születési dátumával.

### Mellékszereplők
| - Bakonyi Géza – Láng Balázs - Bakonyi elvtárs – Kiss Jenő - Bánáti Vilmos – Versényi László - Bence – Vizy György - Béres Erzsébet – Zentay Lilla - Béres Gáspár – Fekete Tibor - Bíró László – Epres Attila - Bírónő – Ábrahám Edit - Béla bácsi, tanító – Both Béla - Charlotte – Békés Itala - Dávid, Julcsi barátja – Magyar Zoltán - Dénes bácsi, öreg erdész – Kun Vilmos - Dessewffy Károly – Makay Sándor - Dr. Nagy Éva – Simorjay Emese - Erdészigazgató – Újlaky László - Farkas Gábor – Székhelyi József - Gitta – Kökényessy Ági - Góliát – Csányi János - Ildikó – Hámori Ildikó - (Török) Józsi – Szabó Ottó - Janka (Jutka nagynénje) – Pásztor Erzsi - Kenéz elvtárs – Bodor Tibor - Klamár úr – Képessy József - Klarissza – Incze Ildikó - Kolonits Adél – Bárczy Kató | - Kolonits Sándor – Szabó Sándor - Kovács igazgató – Kenderesi Tibor - László, mentőtiszt – Koroknay Géza - László Ervin – Szegedi Molnár Géza - Madaras(i) Bandi, közértes – Dobránszky Zoltán - Manci, használtcikk-kereskedő – Báró Anna - Mara – Málnay Zsuzsa - Marika, közértes eladó – Némedi Mari - Matyi – Molnár Mátyás - Nóra, Alma édesanyja – Bajcsay Mária - Oli úr - Bajor Imre - Ottakán Géza – Horváth Sándor - Öreg (mentőápoló) – Hável László - Panni (lakáscserélő) – Strasszer Anikó - Pityu (lakáscserélő) – Melis Gábor - Rozsomák – Farkas Tamás - Szedlák Kálmán – Fillár István - Szöllősyné Zsuzsa (Vágási Judit édesanyja) – Bánki Zsuzsa - Dr. Szöllősy Pál (Vágási Judit édesapja, fogorvos) – Szatmári István - Szűcs úr – Sörös Sándor - Valerie – Garay, Sue - Vera, Jutka barátnője – Vándor Éva - Vica Cica – Lengyel Kati - Virág doktor – Kézdy György - Zoltán – nőgyógyász – Nagy Sándor Tamás - Zomboriné – Kállay Ilona - Zsóka – Dőry Virág |

#### Bűnelkövetők
A sorozatban a pitiáner bolti lopástól a fegyveres rabláson át egészen az emberölési kísérletig számtalan bűneset történik. A legtöbb bűnözőt Orosz István alakítja. Maffiózók is feltűnnek, Laci zsarolója – Kisfalussy Bálint, Madarasi zsarolója, részeg a presszóban – stb.
Nagyobb elkövetői körök:
- Alma támadói, Takácsék betörői, az ABC fegyveres rablói, Taki bácsi kerekeinek ellopói. Mind ugyanazok a személyek.
- Kábítószer-bűnözők Jutka iskolájánál
- Kábítószer-bűnözők a presszóban
- Kábítószer-bűnözők, akik Mágenheimet is majdnem megölik. Főnökük alakítója korábban mint filmes tűnt fel a sorozatban.

## Évados áttekintés
| Évad | Évad | Epizódok | Eredeti sugárzás | Eredeti sugárzás   | Eredeti adó |
| Évad | Évad | Epizódok | Évadpremier      | Évadfinálé         | Eredeti adó |
| ---- | ---- | -------- | ---------------- | ------------------ | ----------- |
|      | 1    | 18       | 1987. május 7.   | 1987. december 31. | MTV1        |
|      | 2    | 26       | 1988. január 14. | 1988. december 29. | MTV1        |
|      | 3    | 26       | 1989. január 12. | 1989. december 28. | MTV1        |
|      | 4    | 26       | 1990. január 11. | 1990. december 27. | MTV1        |
|      | 5    | 26       | 1991. január 10. | 1991. december 26. | MTV1        |
|      | 6    | 26       | 1992. január 9.  | 1992. december 24. | MTV1        |
|      | 7    | 26       | 1993. január 7.  | 1993. december 23. | MTV1        |
|      | 8    | 26       | 1994. január 6.  | 1994. december 22. | MTV1        |
|      | 9    | 26       | 1995. január 5.  | 1995. december 21. | MTV1        |
|      | 10   | 26       | 1996. január 4.  | 1996. december 19. | MTV1        |
|      | 11   | 26       | 1997. január 2.  | 1997. december 18. | MTV1        |
|      | 12   | 27       | 1998. január 1.  | 1998. december 31. | MTV1        |
|      | 13   | 26       | 1999. január 14. | 1999. december 30. | MTV1        |

| Fejezet | Dátum      |
| ------- | ---------- |
| 1       | 1987.05.07 |
| 2       | 1987.05.21 |
| 3       | 1987.06.04 |
| 4       | 1987.06.18 |
| 5       | 1987.07.02 |
| 6       | 1987.07.16 |
| 7       | 1987.07.30 |
| 8       | 1987.08.13 |
| 9       | 1987.08.27 |
| 10      | 1987.09.10 |
| 11      | 1987.09.24 |
| 12      | 1987.10.08 |
| 13      | 1987.10.22 |
| 14      | 1987.11.05 |
| 15      | 1987.11.19 |
| 16      | 1987.12.03 |
| 17      | 1987.12.17 |
| 18      | 1987.12.31 |
| 19      | 1988.01.14 |
| 20      | 1988.01.28 |
| 21      | 1988.02.11 |
| 22      | 1988.02.25 |
| 23      | 1988.03.10 |
| 24      | 1988.03.24 |
| 25      | 1988.04.07 |
| 26      | 1988.04.21 |
| 27      | 1988.05.05 |
| 28      | 1988.05.19 |
| 29      | 1988.06.02 |
| 30      | 1988.06.16 |
| 31      | 1988.06.30 |
| 32      | 1988.07.14 |
| 33      | 1988.07.28 |
| 34      | 1988.08.11 |
| 35      | 1988.08.25 |
| 36      | 1988.09.08 |
| 37      | 1988.09.22 |
| 38      | 1988.10.06 |
| 39      | 1988.10.20 |
| 40      | 1988.11.03 |
| 41      | 1988.11.17 |
| 42      | 1988.12.01 |
| 43      | 1988.12.15 |
| 44      | 1988.12.29 |
| 45      | 1989.01.12 |
| 46      | 1989.01.26 |
| 47      | 1989.02.09 |
| 48      | 1989.02.23 |
| 49      | 1989.03.09 |
| 50      | 1989.03.23 |
| 51      | 1989.04.06 |
| 52      | 1989.04.20 |
| 53      | 1989.05.04 |
| 54      | 1989.05.18 |
| 55      | 1989.06.01 |
| 56      | 1989.06.15 |
| 57      | 1989.06.29 |
| 58      | 1989.07.13 |
| 59      | 1989.07.27 |
| 60      | 1989.08.10 |
| 61      | 1989.08.24 |
| 62      | 1989.09.07 |
| 63      | 1989.09.21 |
| 64      | 1989.10.05 |
| 65      | 1989.10.19 |
| 66      | 1989.11.02 |
| 67      | 1989.11.16 |
| 68      | 1989.11.30 |
| 69      | 1989.12.14 |
| 70      | 1989.12.28 |
| 71      | 1990.01.11 |
| 72      | 1990.01.25 |
| 73      | 1990.02.08 |
| 74      | 1990.02.22 |
| 75      | 1990.03.08 |
| 76      | 1990.03.22 |
| 77      | 1990.04.05 |
| 78      | 1990.04.19 |
| 79      | 1990.05.03 |
| 80      | 1990.05.17 |
| 81      | 1990.05.31 |
| 82      | 1990.06.14 |
| 83      | 1990.06.28 |
| 84      | 1990.07.12 |
| 85      | 1990.07.26 |
| 86      | 1990.08.09 |
| 87      | 1990.08.23 |
| 88      | 1990.09.06 |
| 89      | 1990.09.20 |
| 90      | 1990.10.04 |
| 91      | 1990.10.18 |
| 92      | 1990.11.01 |
| 93      | 1990.11.15 |
| 94      | 1990.11.29 |
| 95      | 1990.12.13 |
| 96      | 1990.12.27 |
| 97      | 1991.01.10 |
| 98      | 1991.01.24 |
| 99      | 1991.02.07 |
| 100     | 1991.02.21 |
| 101     | 1991.03.07 |
| 102     | 1991.03.21 |
| 103     | 1991.04.04 |
| 104     | 1991.04.18 |
| 105     | 1991.05.02 |
| 106     | 1991.05.16 |
| 107     | 1991.05.30 |
| 108     | 1991.06.13 |
| 109     | 1991.06.27 |
| 110     | 1991.07.11 |
| 111     | 1991.07.25 |
| 112     | 1991.08.08 |
| 113     | 1991.08.22 |
| 114     | 1991.09.05 |
| 115     | 1991.09.19 |
| 116     | 1991.10.03 |
| 117     | 1991.10.17 |
| 118     | 1991.10.31 |
| 119     | 1991.11.14 |
| 120     | 1991.11.28 |
| 121     | 1991.12.12 |
| 122     | 1991.12.26 |
| 123     | 1992.01.09 |
| 124     | 1992.01.23 |
| 125     | 1992.02.06 |
| 126     | 1992.02.20 |
| 127     | 1992.03.05 |
| 128     | 1992.03.19 |
| 129     | 1992.04.02 |
| 130     | 1992.04.16 |
| 131     | 1992.04.30 |
| 132     | 1992.05.14 |
| 133     | 1992.05.28 |
| 134     | 1992.06.11 |
| 135     | 1992.06.25 |
| 136     | 1992.07.09 |
| 137     | 1992.07.23 |
| 138     | 1992.08.06 |
| 139     | 1992.08.20 |
| 140     | 1992.09.03 |
| 141     | 1992.09.17 |
| 142     | 1992.10.01 |
| 143     | 1992.10.15 |
| 144     | 1992.10.29 |
| 145     | 1992.11.12 |
| 146     | 1992.11.26 |
| 147     | 1992.12.10 |
| 148     | 1992.12.24 |
| 149     | 1993.01.07 |
| 150     | 1993.01.21 |
| 151     | 1993.02.04 |
| 152     | 1993.02.18 |
| 153     | 1993.03.04 |
| 154     | 1993.03.18 |
| 155     | 1993.04.01 |
| 156     | 1993.04.15 |
| 157     | 1993.04.29 |
| 158     | 1993.05.13 |
| 159     | 1993.05.27 |
| 160     | 1993.06.10 |
| 161     | 1993.06.24 |
| 162     | 1993.07.08 |
| 163     | 1993.07.22 |
| 164     | 1993.08.05 |
| 165     | 1993.08.19 |
| 166     | 1993.09.02 |
| 167     | 1993.09.16 |
| 168     | 1993.09.30 |
| 169     | 1993.10.14 |
| 170     | 1993.10.28 |
| 171     | 1993.11.11 |
| 172     | 1993.11.25 |
| 173     | 1993.12.09 |
| 174     | 1993.12.23 |
| 175     | 1994.01.06 |
| 176     | 1994.01.20 |
| 177     | 1994.02.03 |
| 178     | 1994.02.17 |
| 179     | 1994.03.03 |
| 180     | 1994.03.17 |
| 181     | 1994.03.31 |
| 182     | 1994.04.14 |
| 183     | 1994.04.28 |
| 184     | 1994.05.12 |
| 185     | 1994.05.26 |
| 186     | 1994.06.09 |
| 187     | 1994.06.23 |
| 188     | 1994.07.07 |
| 189     | 1994.07.21 |
| 190     | 1994.08.04 |
| 191     | 1994.08.18 |
| 192     | 1994.09.01 |
| 193     | 1994.09.15 |
| 194     | 1994.09.29 |
| 195     | 1994.10.13 |
| 196     | 1994.10.27 |
| 197     | 1994.11.10 |
| 198     | 1994.11.24 |
| 199     | 1994.12.08 |
| 200     | 1994.12.22 |
| 201     | 1995.01.05 |
| 202     | 1995.01.19 |
| 203     | 1995.02.02 |
| 204     | 1995.02.16 |
| 205     | 1995.03.02 |
| 206     | 1995.03.16 |
| 207     | 1995.03.30 |
| 208     | 1995.04.13 |
| 209     | 1995.04.27 |
| 210     | 1995.05.11 |
| 211     | 1995.05.25 |
| 212     | 1995.06.08 |
| 213     | 1995.06.22 |
| 214     | 1995.07.06 |
| 215     | 1995.07.20 |
| 216     | 1995.08.03 |
| 217     | 1995.08.17 |
| 218     | 1995.08.31 |
| 219     | 1995.09.14 |
| 220     | 1995.09.28 |
| 221     | 1995.10.12 |
| 222     | 1995.10.26 |
| 223     | 1995.11.09 |
| 224     | 1995.11.23 |
| 225     | 1995.12.07 |
| 226     | 1995.12.21 |
| 227     | 1996.01.04 |
| 228     | 1996.01.18 |
| 229     | 1996.02.01 |
| 230     | 1996.02.15 |
| 231     | 1996.02.29 |
| 232     | 1996.03.14 |
| 233     | 1996.03.28 |
| 234     | 1996.04.11 |
| 235     | 1996.04.25 |
| 236     | 1996.05.09 |
| 237     | 1996.05.23 |
| 238     | 1996.06.06 |
| 239     | 1996.06.20 |
| 240     | 1996.07.04 |
| 241     | 1996.07.18 |
| 242     | 1996.08.01 |
| 243     | 1996.08.15 |
| 244     | 1996.08.29 |
| 245     | 1996.09.12 |
| 246     | 1996.09.26 |
| 247     | 1996.10.10 |
| 248     | 1996.10.24 |
| 249     | 1996.11.07 |
| 250     | 1996.11.21 |
| 251     | 1996.12.05 |
| 252     | 1996.12.19 |
| 253     | 1997.01.02 |
| 254     | 1997.01.16 |
| 255     | 1997.01.30 |
| 256     | 1997.02.13 |
| 257     | 1997.02.27 |
| 258     | 1997.03.13 |
| 259     | 1997.03.27 |
| 260     | 1997.04.10 |
| 261     | 1997.04.24 |
| 262     | 1997.05.08 |
| 263     | 1997.05.22 |
| 264     | 1997.06.05 |
| 265     | 1997.06.19 |
| 266     | 1997.07.03 |
| 267     | 1997.07.17 |
| 268     | 1997.07.31 |
| 269     | 1997.08.14 |
| 270     | 1997.08.28 |
| 271     | 1997.09.11 |
| 272     | 1997.09.25 |
| 273     | 1997.10.09 |
| 274     | 1997.10.23 |
| 275     | 1997.11.06 |
| 276     | 1997.11.20 |
| 277     | 1997.12.04 |
| 278     | 1997.12.18 |
| 279     | 1998.01.01 |
| 280     | 1998.01.15 |
| 281     | 1998.01.29 |
| 282     | 1998.02.12 |
| 283     | 1998.02.26 |
| 284     | 1998.03.12 |
| 285     | 1998.03.26 |
| 286     | 1998.04.09 |
| 287     | 1998.04.23 |
| 288     | 1998.05.07 |
| 289     | 1998.05.21 |
| 290     | 1998.06.04 |
| 291     | 1998.06.18 |
| 292     | 1998.07.02 |
| 293     | 1998.07.16 |
| 294     | 1998.07.30 |
| 295     | 1998.08.13 |
| 296     | 1998.08.27 |
| 297     | 1998.09.10 |
| 298     | 1998.09.24 |
| 299     | 1998.10.08 |
| 300     | 1998.10.22 |
| 301     | 1998.11.05 |
| 302     | 1998.11.19 |
| 303     | 1998.12.03 |
| 304     | 1998.12.17 |
| 305     | 1998.12.31 |
| 306     | 1999.01.14 |
| 307     | 1999.01.28 |
| 308     | 1999.02.11 |
| 309     | 1999.02.25 |
| 310     | 1999.03.11 |
| 311     | 1999.03.25 |
| 312     | 1999.04.08 |
| 313     | 1999.04.22 |
| 314     | 1999.05.06 |
| 315     | 1999.05.20 |
| 316     | 1999.06.03 |
| 317     | 1999.06.17 |
| 318     | 1999.07.01 |
| 319     | 1999.07.15 |
| 320     | 1999.07.29 |
| 321     | 1999.08.12 |
| 322     | 1999.08.26 |
| 323     | 1999.09.09 |
| 324     | 1999.09.23 |
| 325     | 1999.10.07 |
| 326     | 1999.10.21 |
| 327     | 1999.11.04 |
| 328     | 1999.11.18 |
| 329     | 1999.12.02 |
| 330     | 1999.12.16 |
| 331     | 1999.12.30 |

Az epizódokat a Szomszédok esetében az 1-től a 18-ig résznek, a továbbiakban fejezetnek nevezik. Az első tizenkilenc epizódnál a főcímben római számok szerepelnek, és csak a 20. fejezettől kezdődően használják az arab számozást. Ezután az író(k) neve, majd a főszereplők névsora következik családonként, valamint az adott részben előforduló néhány főbb mellékszereplő alakítóinak névsora. Szintén a 20. fejezettől kezdődően az epizód az adás napjának dátumával fejeződik be; a 20. rész dátuma 1988. január 28.
Az 1990-es évtől, a 71. fejezettől formai változások történtek, amelyek a sorozat végéig nem változtak:
- a főcím képsora a Széchenyi-hegyen álló adótoronytól indul (kivéve 96. és 105. fejezetek)
- a főcímből a főszereplők névsora kimarad
- a végén stáblistán „valamint:” helyett „közreműködtek:” listacím van

A részeknek két kivétellel nincsen külön címük. A 321. és a 322. fejezet a kivétel, ezek a „Böhm naplója I. és II.” elnevezést kapták. Ezekben, és a Máriáss József halála utáni 105. fejezetben régebbi jelenetek vannak összevágva; ilyen a sorozatban máskor nem fordult elő.
A LifeTV 2019. december 31-én egy különleges 30 perces dokumentum filmet mutatott be, a sorozat befejezésének 20 éves évfordulója alkalmából. A 332. fejezetnek keresztelt filmben, visszatértek az ismerős színészek Ivancsics Ilona, Fehér Anna, Frajt Edit, Pásztor Erzsi, Nemcsák Károly és Trokán Péter. Bujtás János rendezésében készült filmben a szereplők elmesélik az akkori élményeket, illetve elgondolkoznak, hogy hogyan folytatodna a sorozat. A sorozatban be nem mutatott felvételeket is leadják.
2023. december 25-én a Partizán YouTube-csatornáján jelent meg egy 1 órás különkiadás, amelyben az eredeti sorozat alkotóival, szereplőivel beszélgetett Gulyás Márton.

## Forgatási helyszínek

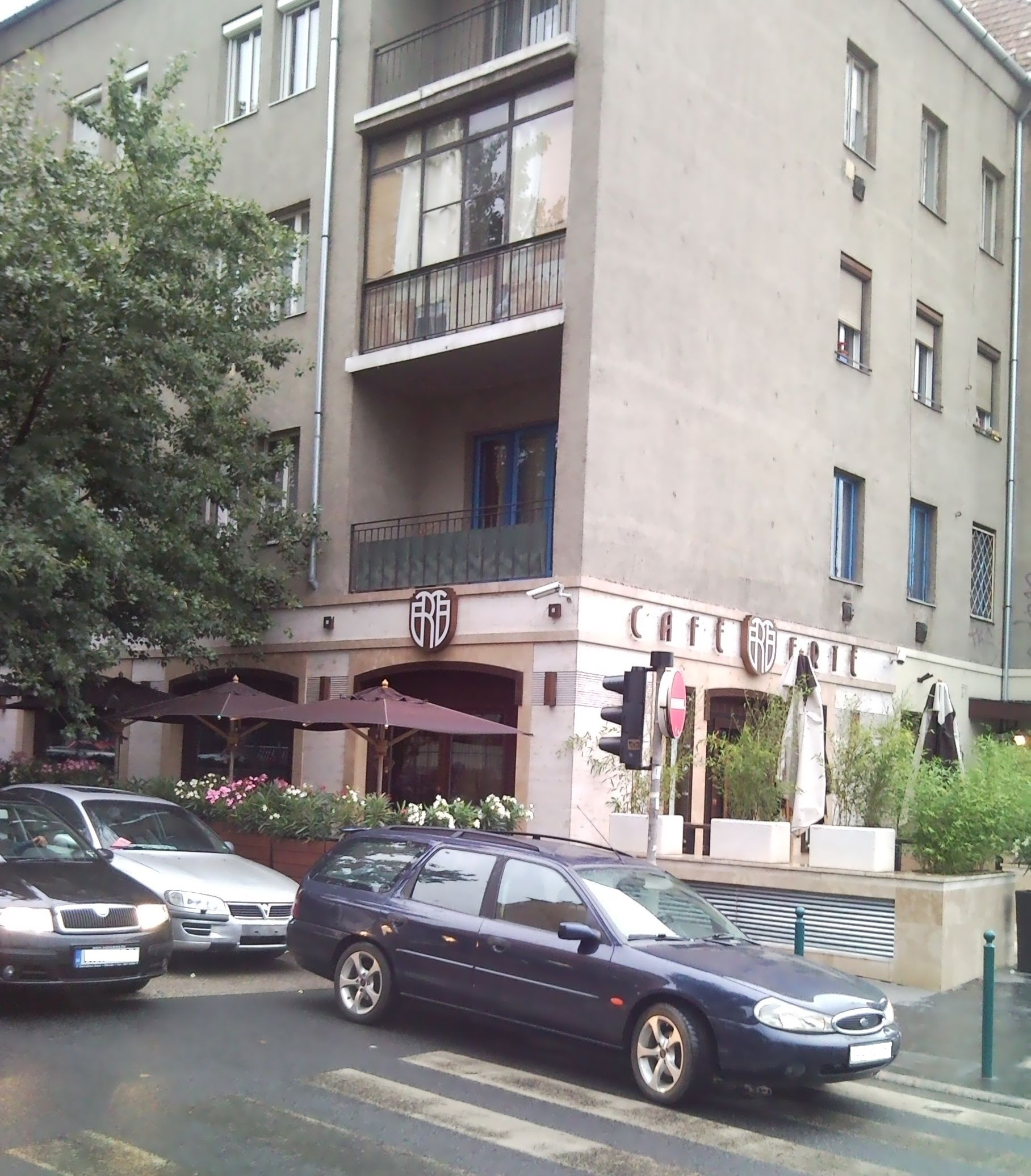
A volt Alkotás presszó 2009 nyarán

A legtöbb jelenetet a gazdagréti lakótelepen vették fel. A sorozatban szereplő Lantos utca 8. a valóságban a Csíki-hegyek utca 1. számú ház (több fejezetben az eredeti cím is olvasható). A stáb az 1. emeletet vette meg; három lakásban a három család lakott, a negyedik lakásban pedig a Gábor–Juli-stúdió volt berendezve, ami emellett a színészek pihenőszobájaként is szolgált. A Gábor–Juli-stúdió külső felvételeihez az Olt utca 36. társasház épülete szolgált díszletként. (Az épület homlokzatát 2014-re átépítették, a burkolata és a színe, illetve előtte a kerítés kialakítása megváltozott.)
Julcsi általános iskolája és Jutka munkahelye a lakótelepen található Csikihegyek Általános Iskola (a sorozatban Lantos Utcai Általános Iskola) volt. Jutkáék Jankával hárman Őrmezőn, a Neszmélyi úton, egy régi kertes házban laktak. Etus lakása a Gazdagréttől északra elhelyezkedő Sasad városrészben, az Ugron Gábor utca 54. és a Pannonhalmi út 18. saroképülete. A postaládán lévő házszámok jól láthatóak a 233. részben. Az épületet a sorozat befejezése után eladták, és másik házat építettek a helyére, így ez a helyszín ma már nincs meg. Virágh doktor (Kézdy György) fül-orr-gégész orvos a sorozat elején a Semmelweis Egyetem Tömő utcai tömbjében [ma: Semmelweis Egyetem Korányi Projekt Lebonyolító Szervezet] rendelt. 
Alma és János építkezésének (azóta elkészült ház) helye az Őrmezőn a Mikes Kelemen utca 19. szám alatt található.
Julcsi első középiskolája Angyalföldön a Röppentyű utca 62. szám alatt, a mai Ady Endre Gimnázium volt, amit akkor még a valóságban is Kassák Lajos Gimnáziumnak hívtak kb. 1990-ig, amikor mai nevét felvette egy, a közelben lévő hasonló nevű általános iskola gimnáziummá alakulása miatt. Második iskolája a lakótelep közvetlen közelében van, az iskola neve a valóságban Mechatronikai Szakközépiskola és Gimnázium volt (1118 Budapest, Rétköz u. 39.). A piac, ahol Józsi dolgozik, és ahová Etus szokott járni, a Budafoki piac volt, amely ma a sorozat tiszteletére felvette a "Budafoki Szomszédok Piaca" nevet. Lenke néni lakótelepi közértje (később Plus diszkont) 2012-ig üzemelt a Nagyszeben téren – egy idő után mint Spar, mivel a Plus-t a cég felvásárolta – a Nagyszeben tér 4. alatt. Később ruhaüzlet működött benne, jelenleg ázsiai vegyesbolt.
A kocsma, ahová a szereplők rendszeresen betértek, a végleg bezárt Muskátli Söröző volt a Regős utca 8.-ban. A ruhabolt, amelyben Lillácska dolgozik, az 56-os és 56A villamos Krisztina téri megállójánál található. Alma hajdani presszója az Alkotás utca – Tartsay Vilmos utca sarkán, ma Gringos Amigos néven mexikói étteremként működik). Mágenheim Ádám magánklinikája az 1025 Budapest, Felső Zöldmáli út 13. szám alatt található a valóságban. Az Erdészház, ahol János Dénes bácsival (Trokán Péter és Kun Vilmos) elmélyült beszélgetéseket folytatott, ma is áll. A Fenyőgyöngye Vendéglőhöz közel található.

## Háttere és hatása
A sorozat ötlete a BBC EastEnders című sorozata nyomán született, ám a Szomszédok kevesebb külsős helyszínen játszódik és jobban fókuszál a szereplőkre. A 331 epizódban mintegy 2000 színészt és statisztát foglalkoztattak. Hétköznapi témákat jártak körbe az epizódok, melyekkel a nézők azonosulni tudtak, ebben rejlett a népszerűsége. Ugyanakkor óvatosan bánt a politikával, és mint állami televízió által készített műsor alkalmas volt arra is, hogy befolyásolás eszköze legyen. Az epizódok végén a szereplők általános igazságokat, morális tanulságokat osztottak meg a nézőkkel, magyarázó, oktató hangnemben szóltak hozzájuk. A Szomszédokban szerepelt a magyar televíziózás első meleg szereplője, Oli, a fodrász. Bajor Imre számára ez a szerep hozta meg a népszerűséget.
A sorozatot kordokumentumnak is tartják, mert viszonylag reálisan mutatta be a rendszerváltás időszakát.

## Könyv
1989-ben Vadas Mihály tollából napvilágot látott egy beszélgetéskötet az alkotókkal, és „szomszédainkkal”, Szomszédok címmel. A több mint 200 oldalas kötet filmkockákkal és forgatás közben elkapott pillanatokkal van illusztrálva. Találunk benne színes portréképeket a színészekről dedikálva is.

## Zenék
- A 11. részben a Gábor–Juli-stúdióban a Deep Purple - Perfect Strangers című száma szól.[12]
- A diszkós jelentben (94. rész) a Kabalababa együttes Rózsaszín Cadillac című száma szól; az énekes Császár Gertrúd.[13]
- Mágenheimék szilveszteri házibulijában Julcsi a Lime - On the grid című felvételét játssza le.[14] Ugyanebben a jelenetben a másik zene a Rofo - You've Got To Move It On száma.[15]
- A 137. részben Etus „kemény rock” zenéje a Pearl Jam - Even Flow dala.[16]
- A 233. részben a diszkóban Scatman John - Scatman’s World című slágere szól. [17]

## Buborékos verzió
A sorozatot vetítése óta eddig hatszor ismételték meg. A hetedik ismétlés 2017-ben ment az M3 műsorán. A 2005 őszén induló ismétlés elején pár résznél az MTV egy új formátummal próbálkozott: a fejezetek vetítésekor a képernyőn szövegbuborékok formájában információk jelentek meg, amik a jobb megértést szolgálták volna azok számára, akik akkor még nem éltek vagy nagyon fiatalok voltak. A rendező kérésére azonban ezt öt adás után levették a filmről, mert más hatása volt, mint amire eredetileg számítottak. Ezt a buborékos változatot a tévéműsorok Szomszédok retro címmel tüntették fel.

## Kritikák és paródia
- Sinkó Péter: Újabb seregben című rádiókabaré jelenetében Oli úr első és egyetlen sorkatonai szolgálati napját követhetjük végig. Olit itt is Bajor Imre alakította, a jelenetben Sinkovits Imre alakította a kiképző őrmestert.
- A Gálvölgyi Show című komikus műsorban Gálvölgyi János a Szomszédokat is parodizálta.[19]
- A Szálka, avagy Bagi és Nacsa megakad a torkán című műsorban Bagi Iván és Nacsa Olivér rendszeresen úgy parodizálták a Szomszédokat, mintha az napjainkban folytatódna.
- Solti Balázs sorozatrajongó által három részben készített képregény-paródia.[20]